# Kabinetten-Mendès France
Frankrijk heeft in de periode 1954 tot 1955 twee kabinetten-Mendès France gekend.

## Kabinet-Mendès France I (19 juni1954-19 januari1955)
- Pierre Mendès France (PRS) - Président du Conseil (premier) en minister van Buitenlandse Zaken
- Marie Pierre Koenig (URAS) - Minister van Defensie en Gewapende Strijdkrachten
- François Mitterrand (UDSR) - Minister van Binnenlandse Zaken
- Edgar Faure (PRS) - Minister van Financiën, Economische Zaken en Planning
- Maurice Bourgès-Maunoury (PRS) - Minister van Handel en Industrie
- Eugène Claudius-Petit (UDSR) - Minister van Arbeid en Sociale Zekerheid
- Émile Hugues (PRS) - Minister van Justitie en Grootzegelbewaarder
- Jean Berthoin (PRS) - Minister van Onderwijs
- Emmanuel Temple (CNIP) - Minister van Veteranen en Oorlogsslachtoffers
- Roger Houdet (URAS) - Minister van Landbouw
- Robert Buron (MRP) - Minister van Franse Overzeese Gebieden
- Jacques Chaban-Delmas (URAS) - Minister van Openbare Werken, Transport en Toerisme
- Louis Aujoulat (MRP) - Minister van Volksgezondheid en Bevolking
- Maurice Lemaire (URAS) - Minister van Wederopbouw en Huisvesting
- Christian Fouchet (URAS) - Minister voor Marokkaanse en Tunesische Zaken
- Guy La Chambre (PRS) - Minister voor Relaties met Bevriende Staten

Wijzigingen
- 14 augustus 1954 - Emmanuel Temple (CNIP) volgt Koenig op als minister van Defensie en Gewapende Strijdkrachten. Maurice Bourgès-Maunoury (PRS) volgt Chaban-Delmas op als interim-minister van Openbare Werken, Transport en Toerisme. Eugène Claudius-Petit (UDSR) volgt Lemaire op als interim-minister van Wederopbouw en Huisvesting.
- 3 september 1954 - Jean Masson (PRS) volgt Temple op als minister van Veteranen en Oorlogsslachtoffers. Jean-Michel Guérin de Beaumont (CNIP) volgt Hugues op als minister van Justitie en Grootzegelbewaarder. Henri Ulver (URAS) volgt Bourgès-Maunoury op als minister van Handel en Industrie. Jacques Chaban-Delmas (URAS) volgt Bourgès-Maunoury op als minister van Openbare Werken, Transport en Toerisme en Claudius-Petit als minister van Wederopbouw en Huisvesting. Louis Aujoulat (MRP) volgt Claudius-Petit op als minister van Arbeid en Sociale Zekerheid. André Monteil (MRP) volgt Aujoulat op als minister van Vokksgezondheid en Bevolking.
- 12 november 1954 - Maurice Lemaire (URAS) volgt Chaban-Delmas op als minister van Wederopbouw en Huisvesting.

## Kabinet-Mendès France II (20 januari-17 februari1955)
- Pierre Mendès France (PRS) - Président du Conseil (premier)
- Edgar Faure (PRS) - Minister van Buitenlandse Zaken
- Jacques Chevallier (URAS) - Minister van Defensie
- Maurice Bourgès-Maunoury(PRS) - Minister van Gewapende Strijdkrachten
- François Mitterrand (UDSR) - Minister van Binnenlandse Zaken
- Robert Buron (MRP) - Minister van Financiën, Economische Zaken en Planning
- Henri Ulver (URAS) - Minister van Handel en Industrie
- Louis Aujoulat (MRP) - Minister van Arbeid en Sociale Zekerheid
- Emmanuel Temple (CNIP) - Minister van Justitie en Grootzegelbewaarder
- Raymond Schmittlein (URAS) - Minister van Zeevaart
- Jean Berthoin (PRS) - Minister van Onderwijs
- Jean Masson (PRS) - Minister van Veteranen en Oorlogsslachtoffers
- Roger Houdet (URAS) - Minister van Landbouw
- Jean-Jacques Juglas (MRP) - Minister van Franse Overzeese Gebieden
- Jacques Chaban-Delmas (URAS) - Minister van Openbare Werken en Transport
- André Monteil (MRP) - Minister van Volksgezondheid en Bevolking
- Maurice Lemaire (URAS) - Minister van Wederopbouw en Huisvesting
- Christian Fouchet (URAS) - Minister voor Marokkaanse en Tunesische Zaken
- Guy La Chambre (PRS) - Minister voor Relaties met Bevriende Staten